# إقليم طرابلس
إقليم طرابلس أو «تريبوليتانيا» (باليونانية: Τριπολίτιδα)، (باللاتينية: Tripolitania). هي منطقة تاريخية في الشمال الغربي من ليبيا. كانت سابقا ولاية طرابلس بعد استقلال ليبيا ثم محافظة في (إلى جانب ولاية برقة وولاية فزان).
كانت جغرافية هذا التقسيم هي نفسها في التقسيم الإداري القديم الذي تم إلغاؤه في الستينيات، حيث استبدل به تقسيم المحافظة ثم البلدية. تم استبدال تقسيم البلدية بالشعبية في التسعينيات، ومن ثم إلى بلدية بعد 2011.
ضم إقليم طرابلس سابقا مدينة طرابلس والأجزاء الشمالية الغربية من البلاد. حاليا صار الاسم محصوراً ببلدية طرابلس والتي هي أصغر مساحة من إقليم طرابلس التاريخي. وتضم بلدية طرابلس حاليا العاصمة الليبية طرابلس وبعض الضواحي المحيطة بها، وبينها مطارها الدولي جنوب المدينة.

## تاريخيا

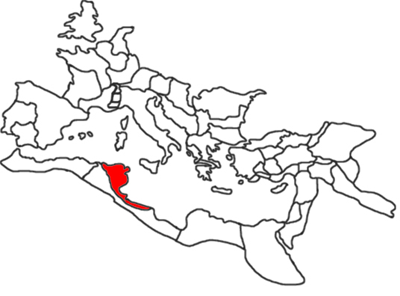
موقع إقليم أفريقيا

سكن المنطقة قديما الأمازيغ. وفي القرن السابع قبل الميلاد استوطنها الفينيقيون في مستعمرات على الساحل، ولاحقا أصبحت تحت سيطرة قرطاج، نوميديا. الذين استولوا عليها في العام 146 ق.م. لاحقا استولى عليها الرومان فأصبحت مزدهرة، لتضم لاحقا «لإقليم أفريقيا» الذي شملها وتونس. استولى عليها الوندال في 435 م. لتنتقل لسيطرة الإمبراطورية البيزنطية في القرن السادس الميلادي. دخلها العرب في القرن السابع للميلاد. ثم استولى عليها الأتراك العثمانيون في 1553، وأصبحت تحمل اسم «ولاية طرابلس الغرب» حتى 1911 حين احتلت إيطاليا سواحل ليبيا عقب الحرب التركية الإيطالية، تلاها التوقيع على معاهدة أوشي (ملحق معاهدة لوزان) بين إيطاليا والخلافة العثمانية تنازلت بموجبها الأخيرة عن ليبيا لإيطاليا. [بحاجة لمصدر]

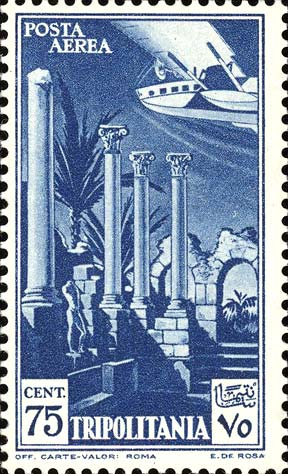
طابع بريدي أصدر في فترة الحكم الإيطالي بقيمة 75 سنتيما يمثل طائرة تعبر فوق أطلال مدينة لبدة الأثرية.

بعد الحرب أعلنت إيطاليا منحها المنطقة حكما ذاتيا، لكن واقعيا احتلت المنطقة، ورسميا حكمتها في اطار مستعمرة واحدة (إقليم طرابلس ظل إقليما منفصلا منذ 26 يونيو 1927 حتى 3 ديسمبر 1934) حيث تم ضم الإقليم في إطار «ليبيا».
خلال الحرب العالمية الثانية إنهزمت إيطاليا، وتم احتلال ليبيا من قبل قوات الحلفاء حتى العام 1947، وصار إقليم طرابلس وإقليم برقة تحت إدارة المملكة المتحدة.
صدر عن الأمم المتحدة قرار في 21 نوفمبر 1949 يقضي بمنح ليبيا الاستقلال بحلول 1 يناير 1952. أعلنت ليبيا استقلالها في 24 ديسمبر 1951، لتصبح ليبيا أول دولة تعلن استقلالها عبر الأمم المتحدة.
أعلن قيام المملكة الليبية المتحدة لتكون مملكة دستورية ديمقراطية، وليصبح إدريس الأول ملكا عليها. شملت ليبيا الأقاليم الثلاث برقة وطرابلس وفزان.
تناوب على حكم ولاية طرابلس خلال فترة النظام الاتحادي (1951-1963) أيام المملكة اللليبية عدة ولاة، هم:
1. فاضل بن زكري 1951-1953.
2. الصديق المنتصر 1953-1954.
3. عبد السلام البوصيري 1954-1955.
4. محمد جمال الدين باش إمام 1955-1957.
5. الطاهر باكير 1957-1960.
6. أبو بكر نعامة 1960-1961.
7. فاضل بن زكري 1961-1963 (مرة ثانية).

تم إلغاء التقسيم لاحقا واستبدل بتقسيم محافظات أصغر مساحة وتغير اسم البلاد إلى «المملكة الليبية».

## سكان إقليم طرابلس
إقليم طرابلس هو أكثر أقاليم ليبيا سكاناً (مقارنة بفزان، وبرقة)، وقد زاد سكان إقليم طرابلس عبر السنوات تماشياً مع الزيادة العامة في سكان ليبيا، ومع ذلك فإن نسبة سكان الإقليم من سكان ليبيا انخفضت قليلاً.
| السنة | عدد السكان | النسبة من سكان ليبيا |
| ----- | ---------- | -------------------- |
| 1954  | 738,338    | 67.8                 |
| 1964  | 1,034,089  | 66.1                 |
| 1973  | 1,459,874  | 64.9                 |
| 1984  | 2,390,039  | 65.7                 |
| 1995  | 3,185,458  | 66.4                 |
| 2006  | 3,601,853  | 63.3                 |

المصدر: جُمعت من نشرات التعداد العام للسكان في ليبيا للسنوات 1964، 1973، 1995، 2006.

## وصلات خارجية
- Worldstatesmen.org's لائحة بحكام إقليم طرابلس.